# Discographie de SHE
Cet article représente la discographie du groupe féminin taïwanais SHE: Selina Ren, Ella Chen et Hebe Tien. Elles ont actuellement dix albums de sortis ainsi que deux compilations d'album. Tous leurs albums possèdent un oxalis qui représente le symbole du groupe. Dans certains albums, il est plus facilement repérable tel que Girl's Dorm, Together, Encore et Forever.  

## Albums
| No. | Titre de l'album                   | Date de sortie    | Langue   | Label                   | Ventes                  |
| --- | ---------------------------------- | ----------------- | -------- | ----------------------- | ----------------------- |
| 1.  | Girl's Dorm (女生宿舍)             | 11 septembre 2001 | Mandarin | HIM International Music | 160,000                 |
| 2.  | Youth Society (青春株式會社)       | 29 janvier 2002   | Mandarin | HIM International Music | 250,000                 |
| 3.  | Genesis (美麗新世界)               | 5 août 2002       | Mandarin | HIM International Music | 300,000 Asie: 1,760,000 |
| 4.  | Super Star                         | 22 août 2003      | Mandarin | HIM International Music | 320,000 Asie: 2,750,000 |
| 5.  | Magical Journey (奇幻旅程)         | 6 février 2004    | Mandarin | HIM International Music | Asie: 1,530,000         |
| 6.  | Encore (安可)                      | 12 novembre 2004  | Mandarin | HIM International Music | Asie: 2,000,000         |
| 7.  | Once Upon a Time (不想長大)        | 25 novembre 2005  | Mandarin | HIM International Music | Asie: 1,000,000         |
| 8.  | Play                               | 11 mai 2007       | Mandarin | HIM International Music | 150,000 Asie: 500,000   |
| 9.  | FM SHE (我的電台 FM SHE)           | 23 septembre 2008 | Mandarin | HIM International Music | 90,000                  |
| 10. | SHERO                              | 26 mars 2010      | Mandarin | HIM International Music | 65,000                  |
| 11. | Flowers Blossom again (花又開好了) | 16 novembre 2012  | Mandarin | HIM International Music | Drapeau de Taïwan       |

## Compilations
| No. | Titre de l'album | Date de sortie  | Langue   | Label                   | Ventes  |
| --- | ---------------- | --------------- | -------- | ----------------------- | ------- |
| 1.  | Together         | 23 janvier 2003 | Mandarin | HIM International Music | 280,000 |
| 2.  | Forever          | 21 juillet 2006 | Mandarin | HIM International Music | 219,000 |

### Reprises de chanson
Comme artistes interprètes, les membres de SHE n'écrivent pas la majorité des paroles de leurs chansons. Shi Rencheng (施人誠) a été le parolier principal du groupe depuis le début. Le parolier du chanteur Jay Chou, Vincent Fang, a écrit plusieurs chansons. Les albums du groupe contiennent un certain nombre de reprises de chanson. Parmi les quatre-vingts chansons du groupe, vingt-huit sont des reprises. Les premiers albums ont souvent inclus des reprises, mais, depuis 2004, le groupe a enregistré pas plus de deux reprises par album. Les reprises de SHE ont reçu moins de critique élogieuse que leurs pièces originales. Au cours de la carrière du groupe, les compositions originales se sont combinés pour près de vingt prix, tandis que les reprises ont été nommées que deux fois. 
- 戀人未滿 (Not Yet Lovers): "Brown Eyes" (Destiny's Child)
- Remember: "Superstar" (Sweetbox, qui a basé la chanson sur Swan Lake de Tchaïkovski)
- 給我多一點 (Give Me More): "There You Go Again" (Charlie groupe)
- 記得要忘記 (Remember To Forget It): "Darling" Kiroro
- 催眠術 (Hypnotism): "Luem Tum Pen Luem" (Nui Nuntakarn)
- I've Never Been To Me : "I've Never Been to Me" (Charlene Duncan)
- 愛呢 (Where's Love): "That Night" (Sweetbox)
- Watch Me Shine: "Watch Me Shine" (Joanna Pacitti)
- 愛情的海洋 (Ocean Of Love): "Every Time" (Sweetbox)
- Yes I Love You: "Day After Day" (Tashannie groupe)
- Nothing Ever Changes: "Nothing Ever Changes" (Maria Palm)
- Woman In Love: "Woman in Love" (Barbra Streisand)
- Always On My Mind: "Read My Mind" (Sweetbox)
- 白色戀歌 (White Love Song): "Come Back" (No Angels)
- 天使在唱歌 (When The Angels Sing): "When The Angels Sing" (No Angels)
- Super Star: "Chyna Girl" (Sweetbox)
- 遠方 (Far Away): "How Did I Fall In Love With You" (Backstreet Boys)
- 半糖主義 (Half-Sugarism): "Cinderella" (i5)
- I.O.I.O "I.O.I.O." (Bee Gees)
- 找不到 (Can't Find It): "Can't Find It" (Lin Youwei)
- Only Lonely: "You're Only Lonely" (J.D. Souther)
- 我愛你 (Wo Ai Ni): "More Than Love" (Sweetbox)
- 別說對不起 (Don't Say Sorry): "Everytime" (Britney Spears)
- 對號入座 (Just Fit): "Japanese Boy" (Aneka)
- 紫藤花 (Wisteria): "Soledad" (Westlife)
- Goodbye My Love: "Walking in the Air" (Nightwish)
- BOOM: ?
- 宇宙小姐 (Miss Universe): "Crush" (Jade Valerie)
- 天亮了 (The Sky Is Bright): "Like a Bird" (Jade Valerie)
- 我愛煩惱 (I Love Troubles): "This is my Life" (Fefe Dobson)
- 女孩當自強 (When The Girl Strives to be Independent): "On the General's Orders (將軍令)" (Chanson folk de la dynastie Ming de Wong Jim)
- 愛就對了 (Love's Right): "Angel" (Kate Voegele)
- 如果你是女孩 (If You Were a Girl): "China Doll" " (?)
- 收留我 (Take Me): "You're The Piano"" (?)

Échantillons
- 波斯貓 (Persian Cat): "In a Persian Market" (Albert Ketèlbey)
- 不想長大 (Don't Wanna Grow Up): "Symphony No. 40 in G minor (K550), movement 1" (Wolfgang Amadeus Mozart)
- 謝謝你的溫柔 (Thanks for Your Gentleness): "Gentle and Soft" (Mayday)
- 倫敦大橋跨下來 (London Bridge is Falling Down): "London Bridge is Falling Down"

## Collaborations
- Tank - Solo Madrigal (獨唱情歌)
- Fahrenheit - Only Have Feelings for You (只對你有感覺) avec Hebe
- Wang Lee-hom - You Are the Song in My Heart (你是我心內的一首歌) avec Selina
- Fahrenheit - New Home (新窝)
- Sodagreen - I Wrote Of You In My Song" (你被寫在我的歌里) avec Ella

## Concerts
- Fantasy Land Tour 2004 à Taipei (奇幻樂園台北演唱會): 28 janvier 2005
- Perfect 3 World Tour Live à Hong Kong (移動城堡香港演唱會): 26 janvier 2007
- SHE Is The One Tour Live (SHE 愛而為一演唱會影音館): 4 mars 2011